# Памятный знак Второй Балканской войны
Памятный знак Второй Балканской войны или Памятный знак войны 1913 года (серб. Споменица на рат 1913. године) — награда, учреждённая королём Сербии Петром I Карагеоргиевичем 25 ноября 1913 года. Вручался участникам Второй Балканской войны 1913 года, сражавшимся против Болгарии.

## Описание
Памятный знак представляет собой крест, изготовленный из бронзы с позолотой, с полированными и позолоченными краями. Лента — красная с чёрной каймой. В центре знака, в круглом медальоне, изображалась королевская монограмма с короной, на обороте изображалась надпись «1913». Внешне крест похож на Памятный знак сербско-болгарской войны с некоторыми важными и символическими отличиями: крест изготавливался не из железа, а из позолоченной бронзы; лента была не чёрной с красной каймой, а красной с чёрной каймой. Это символизировало также и иной по сравнению с сербско-болгарской исход войны.
Памятный знак вручался солдатам и офицерам армий Королевства Сербии и Королевства Черногории, а также гражданским лицам за заслуги и доблестную службу во время войны.